# Stejaru (gmina Pângărați)
Stejaru – wieś w Rumunii, w okręgu Neamț, w gminie Pângărați. W 2011 roku liczyła 977 mieszkańców.